# Hodošan
Hodošan – wieś w Chorwacji, w żupanii medzimurskiej, w gminie Donji Kraljevec. W 2011 roku liczyła 1254 mieszkańców.